# Chronische Schleimhauteiterung

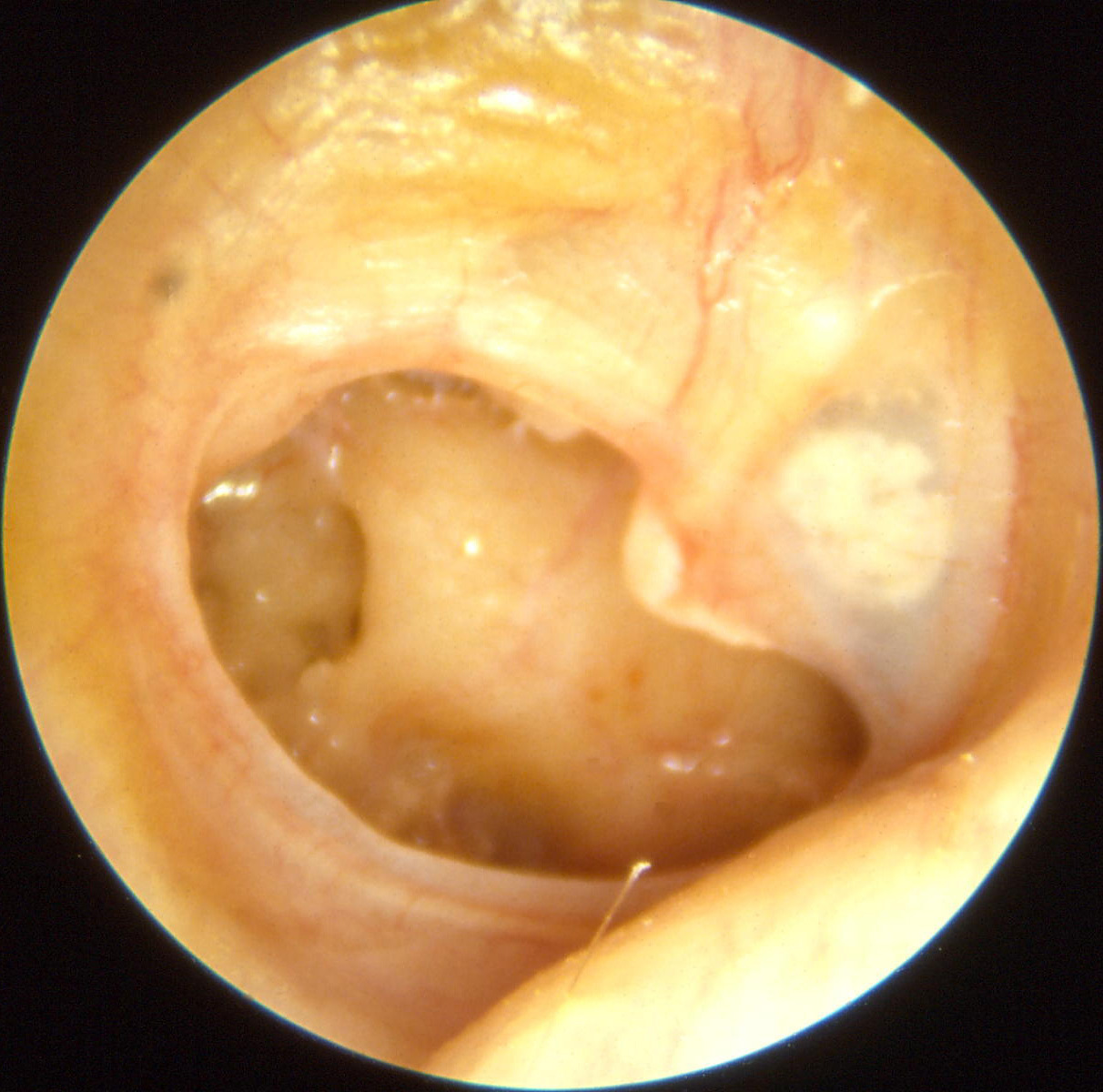
Otitis media chronica mesotympanalis, nierenförmige Perforation, rechtes Ohr

Die chronische Schleimhauteiterung des Mittelohres (Otitis media chronica mesotympanalis, chronisch suppurative Otitis media) ist eine chronische Erkrankung der Mittelohrschleimhaut, die mit lang andauernden (chronischen) und/oder wiederkehrenden Entzündungen des Mittelohres mit
- bleibender Trommelfellperforation und
- eitrig-schleimigem Ausfluss

einhergeht.
Die chronische Schleimhauteiterung ist von der durch ein Cholesteatom verursachten Entzündung (chronische Knocheneiterung) zu unterscheiden.
Bei der chronischen Schleimhauteiterung betrifft die Entzündung nur die Schleimhaut des Mittelohres, Knochen wird dabei mit Ausnahme des langen Ambossschenkels nicht angegriffen. Komplikationen sind daher sehr selten, die chronische Schleimhauteiterung ist als eher gutartige Erkrankung zu bezeichnen.
Die chronische Schleimhauteiterung kann eine jahrelange Sekretion des Ohres zur Folge haben. Sie kann aber auch jahrelang inaktiv sein, es besteht dann keine Sekretion, die Trommelfellperforation besteht jedoch weiter. Äußere Einflüsse wie eine Infektion der oberen Atemwege oder Eindringen von Wasser ins Ohr können dann wieder ein Aufflackern der Entzündung (Exacerbation) zur Folge haben. Die chronische Schleimhauteiterung ist in der Regel schmerzlos.

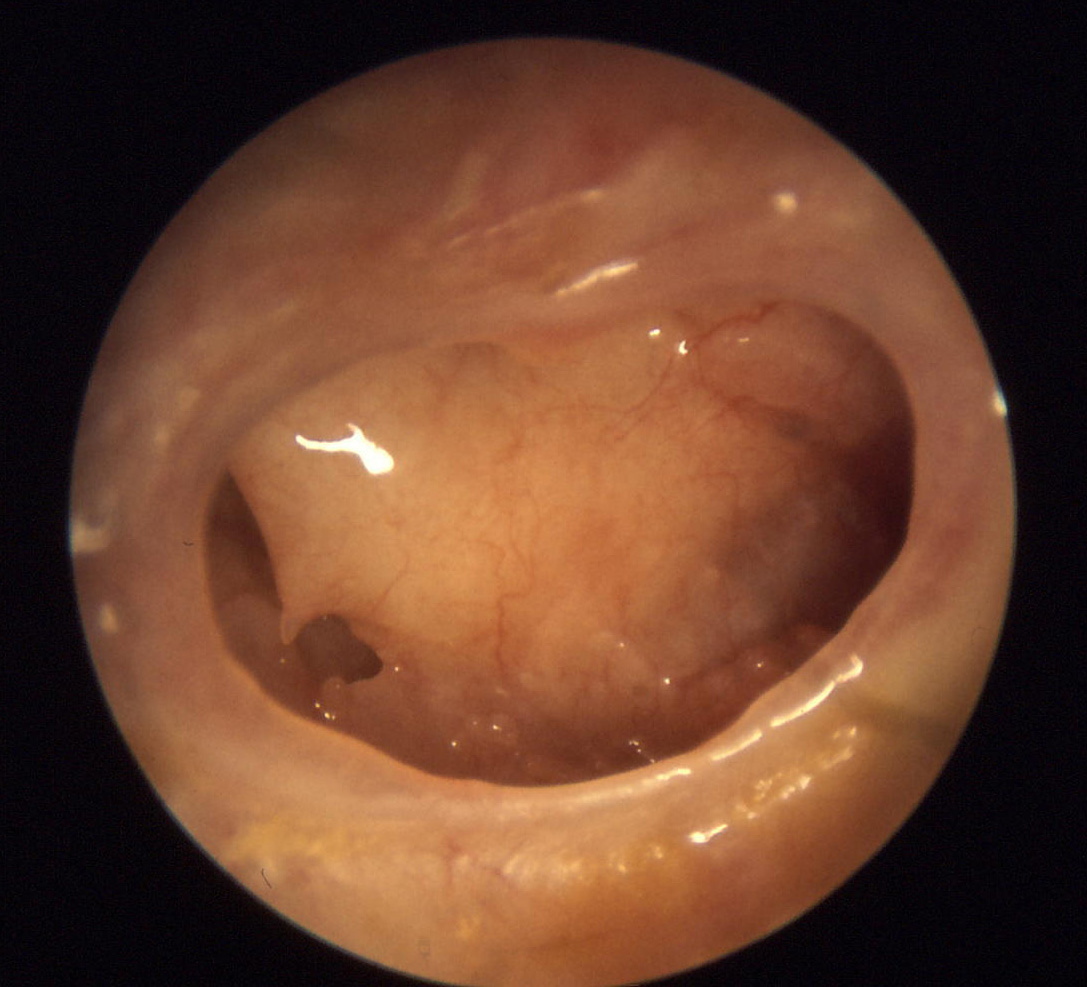
Otitis media chronica mesotympanalis, Subtotaldefekt, rechtes Ohr

Die Ursache der Erkrankung ist unklar, häufige akute Mittelohrentzündungen in der Kindheit, chronische Funktionsstörung der Eustachischen Röhre, genetische Faktoren sowie die Art der bakteriellen Besiedlung werden als Ursache angenommen. Häufig finden sich gramnegative Bakterien im Mittelohrsekret, allerdings ist nicht klar, ob diese Keime Ursache der Erkrankung sind oder nur aufgrund der geänderten Bedingungen im Mittelohr sich dort ansiedeln.

## Befund

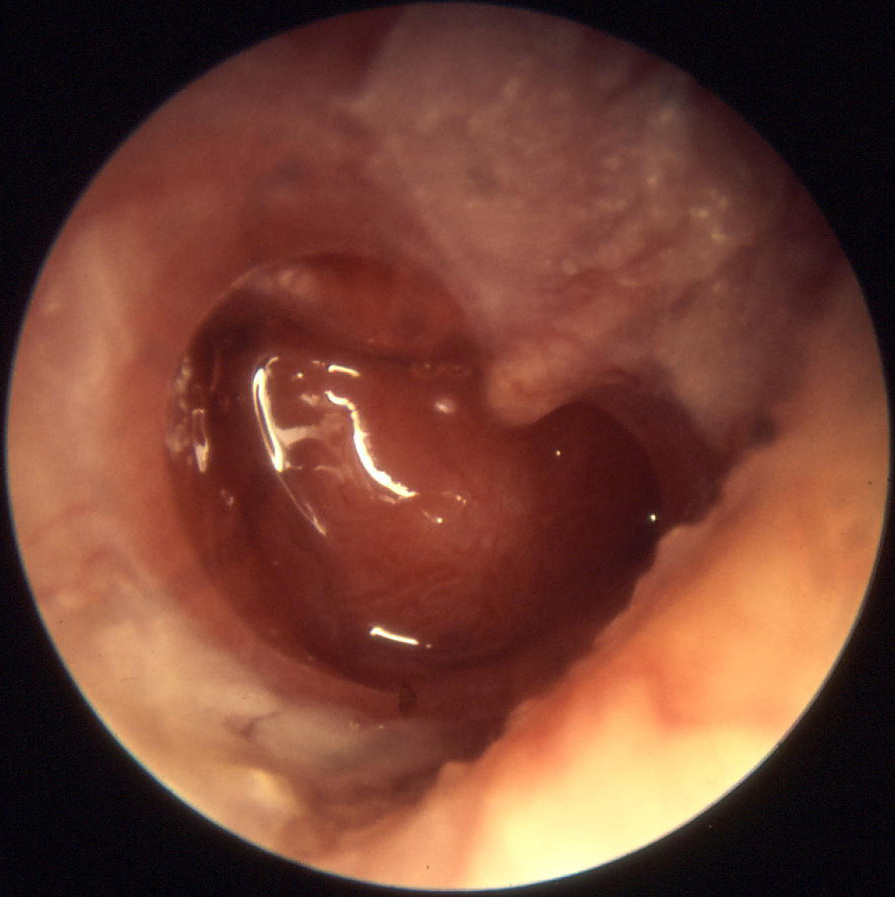
Otitis media chronica mesotympanalis, akute Exacerbation, rechtes Ohr

Die Trommelfellperforation liegt bei der chronischen Schleimhauteiterung im straffen Teil des Trommelfelles (Pars tensa), am Rand bleibt immer ein Trommelfellsaum erhalten. Diese Perforation wird deshalb als zentrale Perforation bezeichnet. Solange die Perforation klein ist, ist sie rund, größere Perforationen sind nierenförmig, weil sie den Bereich des Hammergriffes aussparen. Fehlt fast das ganze Trommelfell, spricht man von einem Subtotaldefekt. Die vorhandenen Trommelfellanteile sind meist verdickt und undurchsichtig und können weiße, paukensklerotische Kalkplatten eingelagert haben.
Die durch die Perforation gut sichtbare Mittelohrschleimhaut ist bei aktiver Entzündung gerötet und aufgequollen (ödematös). Polypenartige Verdickungen der Mittelohrschleimhaut können bis ins Gehörgangsniveau reichen.
Die Sekretion ist bei der chronischen Schleimhauteiterung fadenziehend, schleimig oder schleimig-eitrig und geruchlos.
Das Hörvermögen ist in unterschiedlichem Ausmaß durch eine Schallleitungsstörung eingeschränkt, besonders stark, wenn die Gehörknöchelchenkette unterbrochen ist.
Im Röntgenbefund zeigt sich eine Hemmung der Pneumatisation, d. h. die mit dem Mittelohr verbundenen Räume im Schläfenbein, insbesondere im Warzenfortsatz (Processus mastoideus) haben sich in der Kindheit nicht ausgebildet. Dies weist darauf hin, dass der Beginn der Erkrankung schon in der Kindheit liegt.

## Therapie
Eine konservative Behandlung während einer Entzündungsphase besteht in einer wiederkehrenden gründlichen Reinigung (Spülung, Absaugen) und dem Einbringen von entzündungshemmenden und desinfizierenden oder antibiotischen Substanzen (Tropfen). Häufig ist aber der Erfolg dieser Behandlung bescheiden. In besonders hartnäckigen Fällen wird auch eine parenterale Antibiotikatherapie durchgeführt.
Eine Heilung wird meist durch operativen Verschluss der Trommelfellperforation erreicht, allerdings sollte die Operation möglichst in der inaktiven Phase durchgeführt werden.